# بيرانة

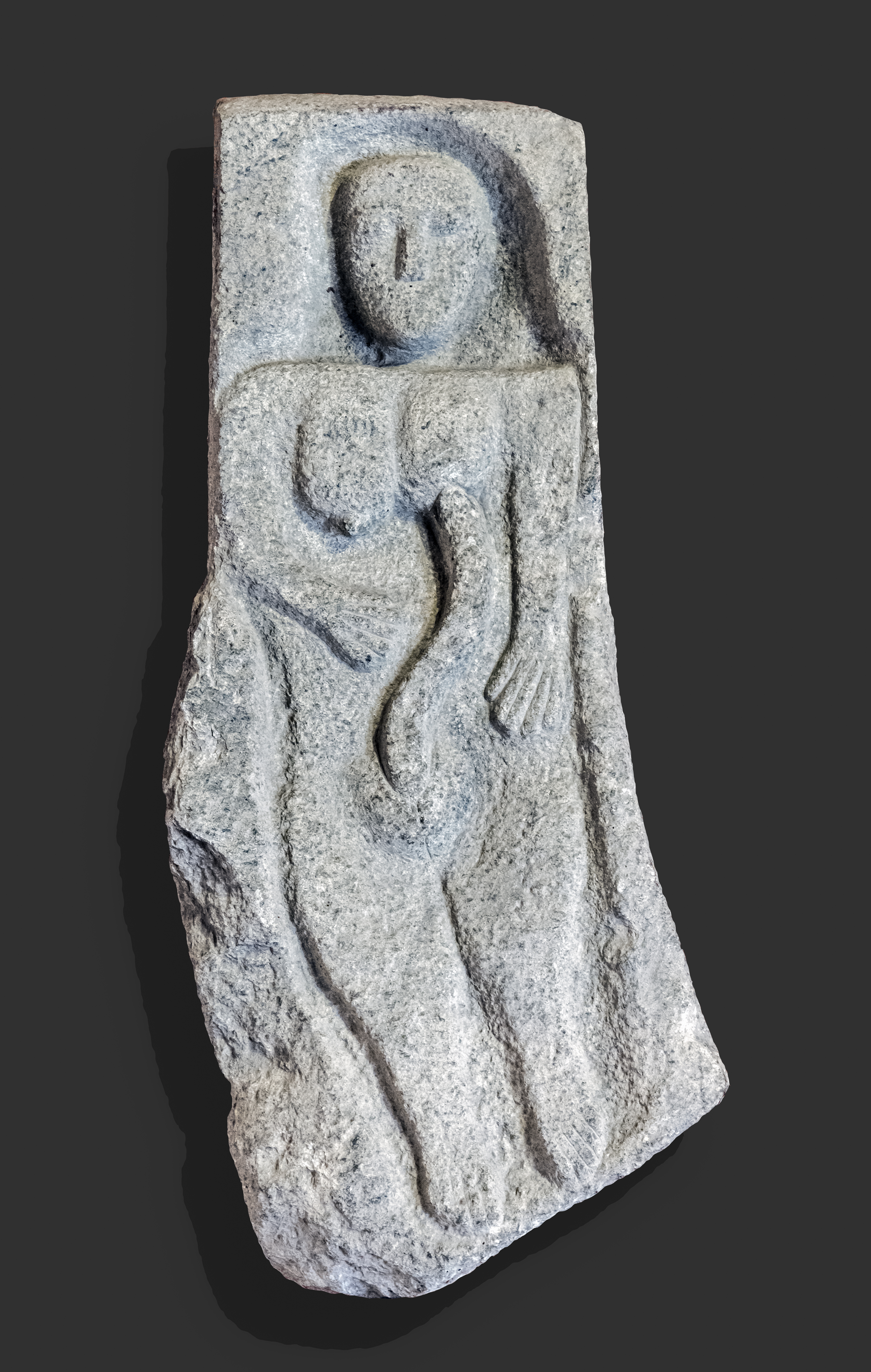
«ذاتُ الثعبان» هي صخرة وُجِدت في منطقة قُسْطَانِيَةَ واليومَ هي داخلَ مَتحَف الأُغُسطيّين في طولوشة.

بِيرَانَةُ هي في الأساطير اليونانية بنتُ بُبْرُقَ، الذي يَنتسب إليه الببرقيون حسب قول إسطفان البيزنطي. يروي سليوس الإطاليُّ أنها افتتنت بهرقلَ يومَ وفدَ على والدِها الملكِ ببرق، فلما رحلَ يئست وولدت ثعبانا فانطلقت إلى الغابِ حيث أكلتها الوحوش.